# 乙辛石
乙辛石（英語：Madagascar Rock）是南沙群岛蓬勃暗沙东北部一个礁石，海拔0.6米。因中国渔民从海口礁来此处捕鱼用乙辛方位，故名。1983年中华人民共和国中国地名委员会公布的标准名称为“乙辛石”。西方文献一般称为“Madagascar Rock”。